# Issigau
Issigau is een gemeente in de Duitse deelstaat Beieren, en maakt deel uit van het Landkreis Hof.
Issigau telt 1.006 inwoners.

## Plaatsen in de gemeente Issigau

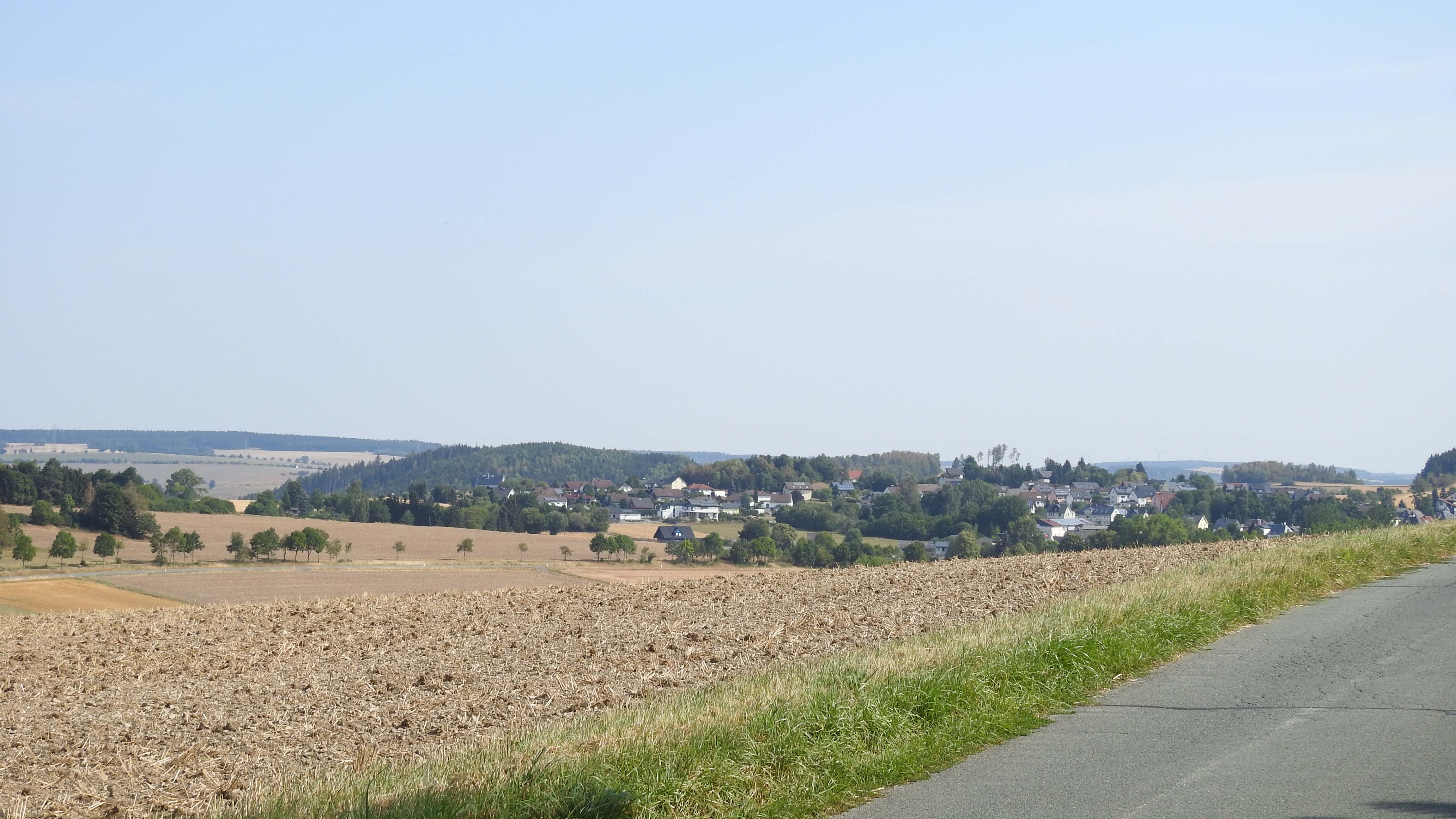
Gezicht op Issigau

- Eichenstein
- Griesbach
- Heinrichsdorf
- Issigau
- Kemlas
- Neuenmühle
- Reitzenstein
- Saarhaus
- Sinterrasen
- Wolfstein

Bad Steben ·
Berg ·
Döhlau ·
Feilitzsch ·
Gattendorf ·
Geroldsgrün ·
Helmbrechts ·
Issigau ·
Köditz ·
Konradsreuth ·
Leupoldsgrün ·
Lichtenberg ·
Münchberg ·
Naila ·
Oberkotzau ·
Regnitzlosau ·
Rehau ·
Schauenstein ·
Schwarzenbach a.Wald ·
Schwarzenbach a.d.Saale ·
Selbitz ·
Sparneck ·
Stammbach ·
Töpen ·
Trogen ·
Weißdorf ·
Zell